# 曉泳龍屬

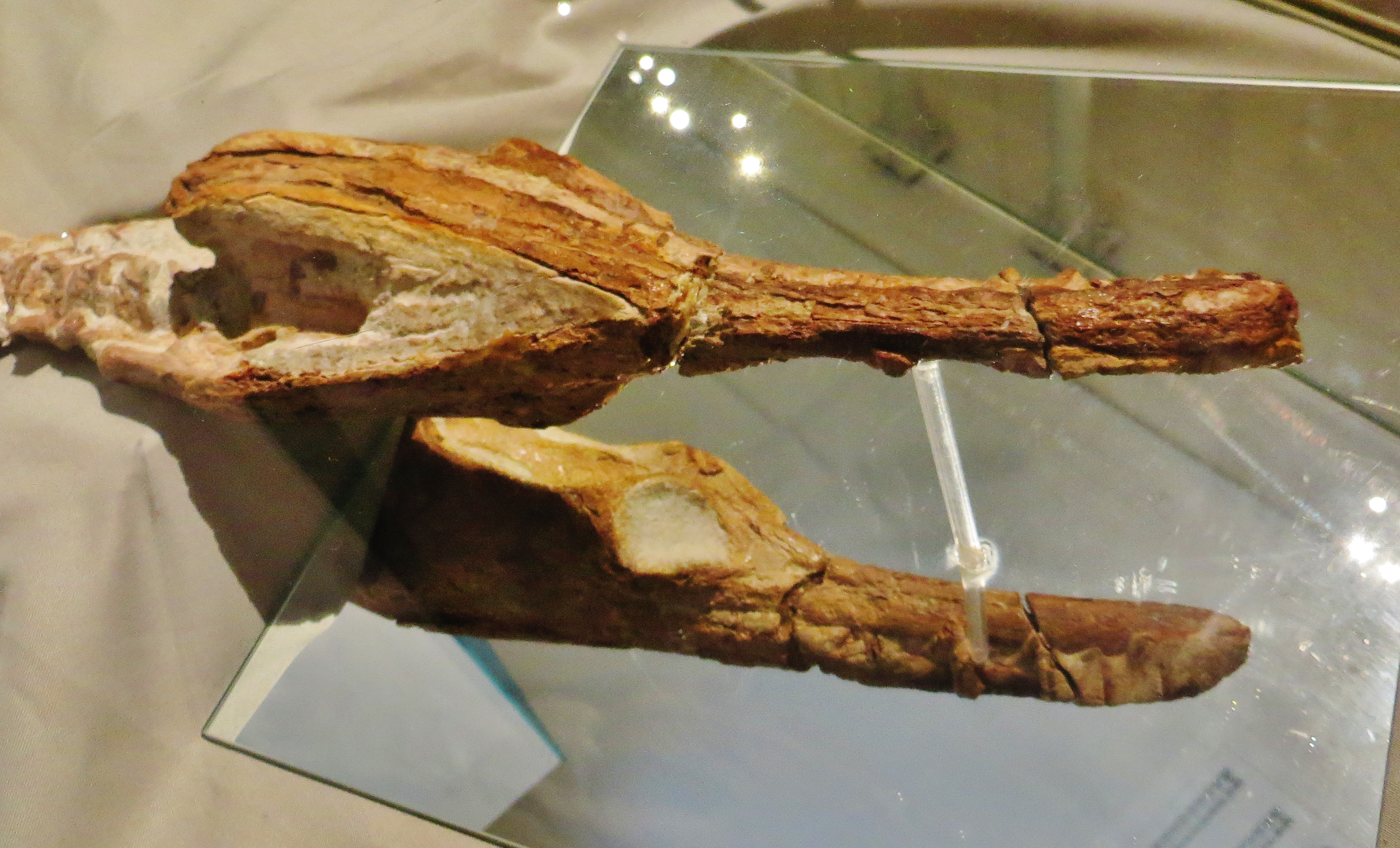
颅骨

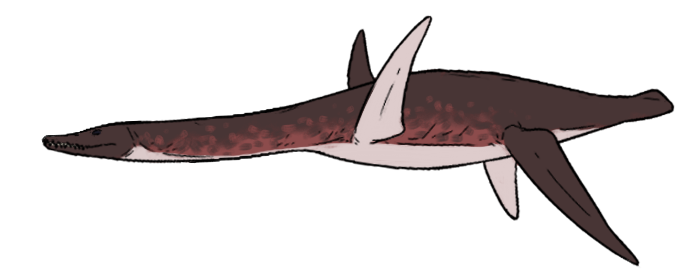
复原图

曉泳龍屬是双臼椎龙科蛇颈龙的一个属，来自晚白垩世（土仑阶）的摩洛哥。曉泳龍描述于2005年，仅包含一个物种：狭吻曉泳龍（M. anguirostris）。正模标本发现于摩洛哥高阿特拉斯山脉的古勒米迈（或称Tizi-n-Imnayen）附近，与另一种双臼椎龙科水神龙发现于相同地区。